# Südwind
Südwind ist die geografische Bezeichnung für einen Wind, der aus südlichen Windrichtungen kommt – im speziellen meridionaler Wind, einen Wind, der ungefähr entlang eines Meridians weht.
In Europa und im Speziellen der Mittelmeerregion wird „Südwind“ auch mit trockenem, oft mit Saharastaub angereichertem Wind assoziiert.
- Alpenföhn

Zum heißen südlichen Wüstenwind
- um Tripolis (Libyen) und Tunesien siehe Gibli
- im nordafrikanisch-arabischen Raum siehe Samum (Wind)
- in Libyen, Ägypten sowie in Israel/Palästina siehe Chamsin und Sharav.

Siehe auch: Ostwind, Westwindzone